# Май Кафтан-Касім
Май Аріф Кафтан-Касім (1928 — 23 липня 2020), також відома як Май А. Кафтан — іракська й американська радіоастрономка. Вона навчалася в Гарвардському університеті, а в 1970-х роках допомагала Іраку створити Ербільську обсерваторію, однак проєкт так і не був завершений.

## Біографія

### Походження й освіта
Май Аріф Кафтан, за її власними словами, походила з «досить традиційної, дуже релігійної мусульманської родини». Її батько був урядовцем. Вона навчалась у бакалавраті та аспірантурі Манчестерського університету за стипендією для іракських студентів у галузі природничих наук. У 1958 році вона закінчила аспірантуру з астрономії в Коледжі Редкліфф в Гарвардському університеті, захистивши дисертацію під назвою «Дослідження нейтрального водню в регіоні Лебедя». Її однокурсниками в Гарварді були американські астрономи Нан Дітер-Конклін і Френк Дрейк. Усі вони закінчили аспірантуру в один рік і навчалися під керівництвом Сесілії Пейн-Гапошкіної.

### Робота в США
Кафтан-Касім працювала в Національній радіоастрономічній обсерваторії в штаті Західна Вірджинія з 1964 по 1966 рік. У 1968 році вона взяла участь у Конференції ООН з дослідження та використання космічного простору в мирних цілях у Відні, неофіційно представляючи там Ірак. На початку 1970-х вона працювала в Обсерваторії Дадлі в Університеті штату Нью-Йорк в Олбані. Відвідуючи щорічну зустріч Міжнародного союзу радіонаук у Вашингтоні в 1981 році, Кафтан-Касім дала інтерв'ю для архіву Національної радіоастрономічної обсерваторії. У 1983—1984 вона була запрошеним професором астрономії в Коледжі Агнес Скотт.

### Робота в Іраку

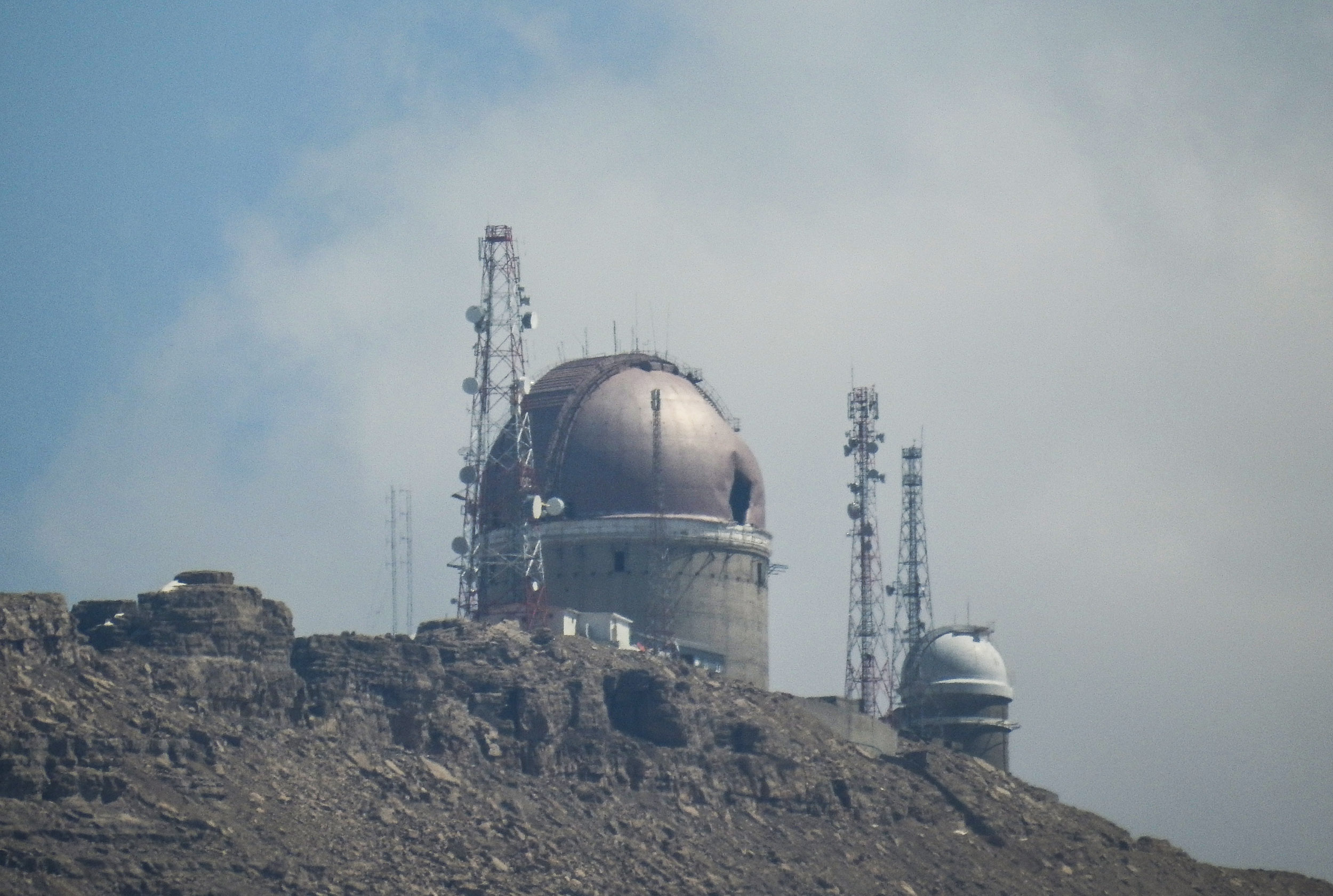
Ербільська обсерваторія, яку Кафтан-Касім допомігала запустити в 1970-х роках.

Кафтан-Касім допомогла створити програму з астрономії в Багдадському університеті, консультуючи щодо навчальних текстів і найму викладачів. Вона повернулася до Багдада в середині 1970-х років, щоб консультувати з питань будівництва Національної астрономічної обсерваторії Іраку поблизу Ербіля і керувала проєктом створення обсерваторії, поки не втратила свою посаду в 1981 році через політичні зміни в Іраку. У 1979 році вона пояснювала в інтерв'ю американській газеті: «Я повернулася з розумінням того, що буду проводити шість місяців тут, шість місяців там, але роботи так багато, що я не можу повернутися до США».

### Подальше життя
Деякий час Кафтан-Касім проводила дослідження в Бюраканської астрофізичної обсерваторії у Вірменській РСР. Зрештою вона повернулася до США. У 2017 році Американське астрономічне товариство включило її до списку членів зі стажем понад 60 років.
Май Кафтан-Касім померла у 2020 році.

## Особисте життя
Кафтан одружилась з педіатром Самі Ель-Шейхом Кассімом. Вони розлучилися в 1970-х роках. У Багдаді в них народився син Намір Е. Кассім. Він також став радіоастрономом у США.

## Вибрані публікації
- Kaftan-Kassim, M. A.; Kellermann, K. I. (January 1967). Measurements of the 1.9 cm Thermal Radio Emission from Mercury. Nature (англ.). 213 (5073): 272—273. doi:10.1038/213272a0. ISSN 0028-0836.
- Kaftan-Kassim, May A. (1 лютого 1969). A Survey of High-Frequency Radio Radiation from Planetary Nebulae. The Astrophysical Journal. 155: 469. Bibcode:1969ApJ...155..469K. doi:10.1086/149882. ISSN 0004-637X.
- Sistla, Gopal; Sulentic, Jack W.; Kaftan-Kassim, May A. (1975). High frequency radio observations of the Stephan's Quintet region. Nature (англ.). 253 (5488): 176—177. doi:10.1038/253176a0. ISSN 1476-4687.
- Sistla, G.; Kaftan-Kassim, M. A. (1 березня 1977). Extinction and radio structure of IC 2149. Monthly Notices of the Royal Astronomical Society (англ.). 178 (3): 325—328. doi:10.1093/mnras/178.3.325. ISSN 0035-8711.
- Stocke, J. T.; Tifft, W. G.; Kaftan-Kassim, M. A. (March 1978). A radio continuum survey of isolated pairs of galaxies. The Astronomical Journal. 83: 322. Bibcode:1978AJ.....83..322S. doi:10.1086/112209.